# Azteca chartifex
Azteca chartifex är en myrart som beskrevs av Auguste-Henri Forel 1896. Azteca chartifex ingår i släktet Azteca och familjen myror.

## Underarter
Arten delas in i följande underarter:
- A. c. cearensis
- A. c. chartifex
- A. c. decipiens
- A. c. lanians
- A. c. laticeps
- A. c. multinida
- A. c. spiriti
- A. c. stalactitica